# کاناکورد
کاناکورد (انگلیسی: Canaccord) شرکت خدمات مالی کانادایی است، که در سال ۱۹۵۰ تأسیس شد.